# Parakarungu
Parakarungu est une ville du Botswana.